# Leelo Tungal
Leelo Tungal (født 22. juni 1947 i Tallinn, Estiske SSR, Sovjetunionen) er en estisk poet, børnebogsforfatter, redaktør og librettist.

## Livsforløb og karriere
Tungal studerede estisk litteratur ved Universitetet i Tartu. Efter sin eksamen har hun arbejdedet som lærer, redaktør, drama- og litteraturkonsulent for Det estiske dukketeater, og som freelanceskribent. I 1994 grundlagde hun børnemagasinet Hea Laps ("Det gode barn") og har været chefredaktør for bladet lige siden. Hun har udgivet over 60 bøger for både børn, unge og voksne, har skrevet adskillige libretti for estiske komponister, og har oversat børnepoesi og skuespil fra bulgarsk, engelsk, finsk, russisk og flere andre sprog. Hun var gift med komponisten Raimo Kangro (1949-2001).